# Il mistero della signora Gabler
Il mistero della signora Gabler (Hedda) è un film del 1975 diretto da Trevor Nunn, tratto dal dramma Hedda Gabler di Henrik Ibsen.
Fu presentato fuori concorso al 29º Festival di Cannes.

## Riconoscimenti
- 1976 - David di Donatello
  - Migliore attrice straniera (Glenda Jackson)